# Pachyarthra grisea
Pachyarthra grisea är en fjärilsart som beskrevs av Petersen och Reinhardt Gaedike 1982. Pachyarthra grisea ingår i släktet Pachyarthra och familjen äkta malar.
Artens utbredningsområde är Saudiarabien. Inga underarter finns listade i Catalogue of Life.